# Przemko Kwinta
Przemko Kwinta (ur. 6 kwietnia 1968 w Krakowie) – polski lekarz pediatra i nauczyciel akademicki. Dziekan Wydziału Lekarskiego CM UJ, konsultant wojewódzki w dziedzinie pediatrii dla województwa małopolskiego.
W 1993 roku ukończył Collegium Medicum Uniwersytetu Jagiellońskiego. Został również lekarzem specjalistą pediatrii (1997 i 2000) i neonatologii (2006). W 2002 roku obronił doktorat pod tytułem: "Ocena uwalniania cytokin przeciw i prozapalnych u noworodków z bardzo niską urodzeniową masą ciała". W 2010 roku otrzymał stopień doktora habilitowanego nauk medycznych. W 2019 roku został profesorem nauk medycznych.
Był instruktorem harcerskim Związku Harcerstwa Rzeczypospolitej w stopniu harcmistrza.